# Chiesa di San Martino (Collecchio, Madregolo)
La chiesa di San Martino, nota anche come pieve di Madregolo, è un luogo di culto cattolico dalle forme romaniche e barocche situato in strada alla Chiesa 15 a Madregolo, frazione di Collecchio, in provincia e diocesi di Parma; è sede di una parrocchia compresa nella zona pastorale della Pedemontana.
L'edificio sorge ai margini del parco fluviale regionale del Taro.

## Storia
Il luogo di culto originario fu edificato nei pressi di un importante guado sul fiume Taro della Via Francigena, probabilmente nel XII secolo, dopo che una rovinosa piena del corso d'acqua, che in seguito deviò il suo corso verso est, causò la distruzione del borgo e della pieve di San Martino di Garfagnana, antica località collocata a ovest di Madregolo e menzionata per la prima volta in un documento dell'835. Il titolo plebano, detenuto dall'antico tempio almeno dal 1005, passò entro il 1193 alle due non lontane chiese di Noceto e Madregolo, entrambe dedicate a san Martino.
La plebs de Matriculo fu in seguito menzionata nel 1230 nel Capitulum seu Rotulus Decimarum della diocesi di Parma; alle sue dipendenze risultava la cappella di Garfagnana, costruita in seguito al crollo dell'antico tempio ma successivamente scomparsa.
In seguito, entro la seconda metà del XIV secolo, alla pieve fu assegnata anche l'autorità sulla chiesa e sull'ospedale di San Nicolò, posti in prossimità del ponte sul Taro della via Emilia.
Dopo il 1421, in occasione della demolizione del vicino castello su ordine del duca di Milano Filippo Maria Visconti, forse anche la chiesa fu parzialmente distrutta.
Nel 1634 la chiesa fu quasi completamente ricostruita in stile barocco, riutilizzando soprattutto nella zona absidale parte dei materiali dell'antico tempio romanico, di cui fu inoltre ribaltato l'orientamento; al termine dei lavori, il 1º ottobre di quell'anno, il tempio fu solennemente consacrato.
Entro gli inizi del XVIII secolo furono aggiunte le cappelle laterali, mentre nel 1733 fu costruita la sagrestia accanto all'abside.

## Descrizione

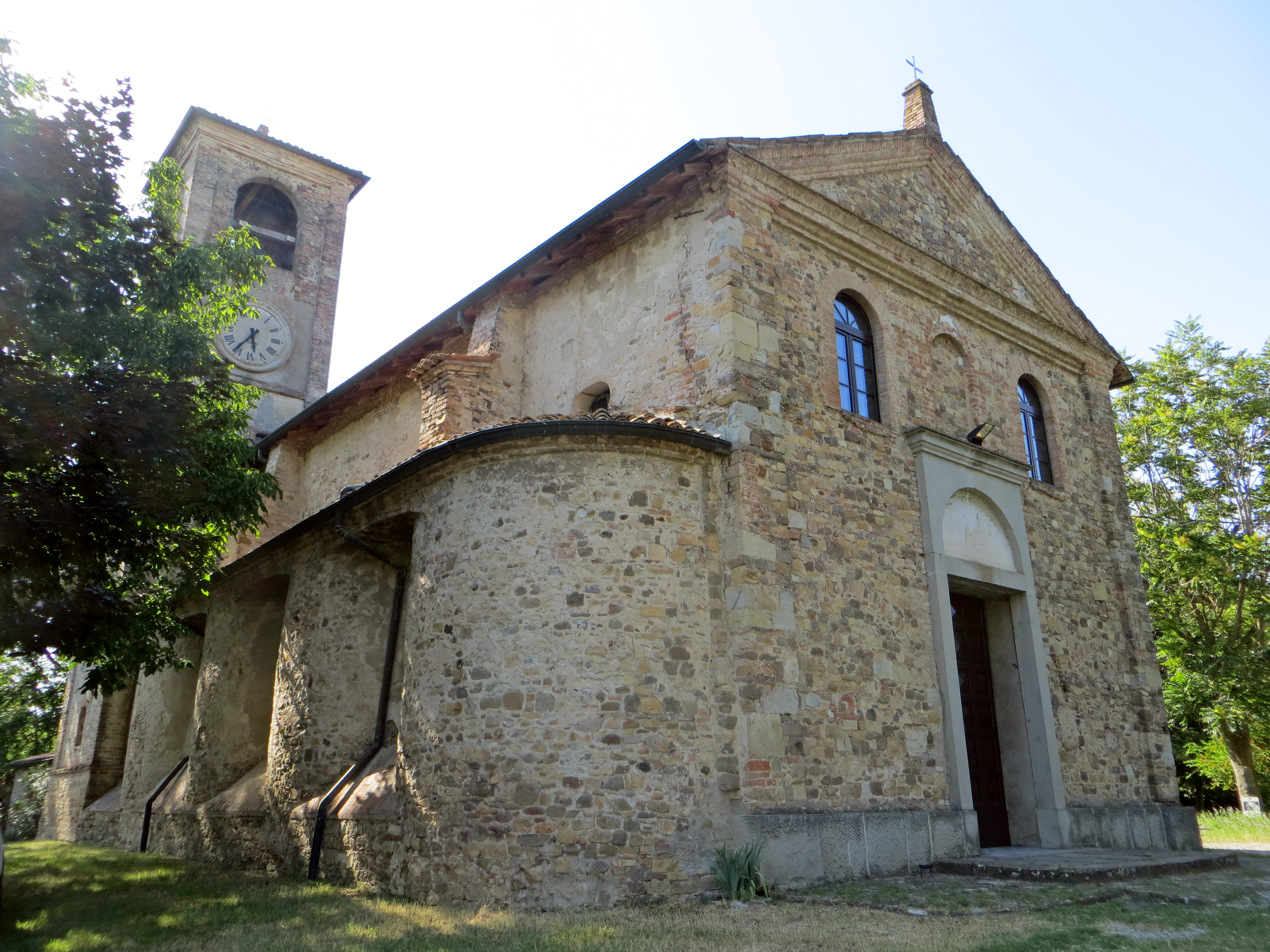
Facciata e lato sud

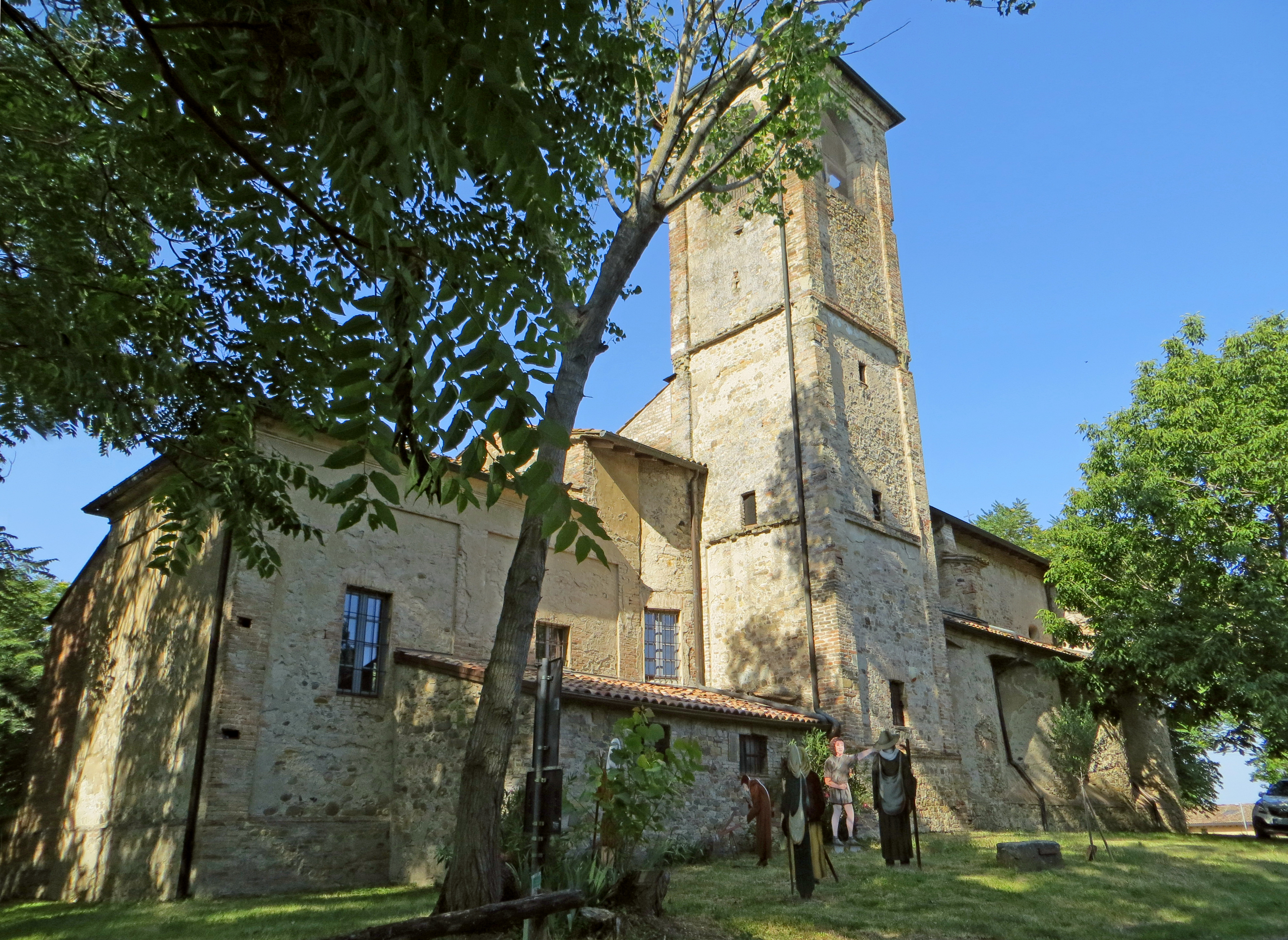
Abside e lato sud

La chiesa si sviluppa su un impianto a navata unica affiancata da quattro cappelle per lato, con ingresso a est e presbiterio absidato a ovest.
La simmetrica facciata, interamente rivestita in ciottoli di fiume come il resto dell'edificio, è caratterizzata dal portale d'ingresso centrale delimitato da una cornice in pietra, che inquadra superiormente una lunetta con bassorilievo; sopra ad essa è collocata una nicchia ad arco a tutto sesto, affiancata da due finestre con cornice in mattoni; a coronamento si staglia un ampio frontone triangolare, sostenuto dalle due lesene poste alle estremità del prospetto.

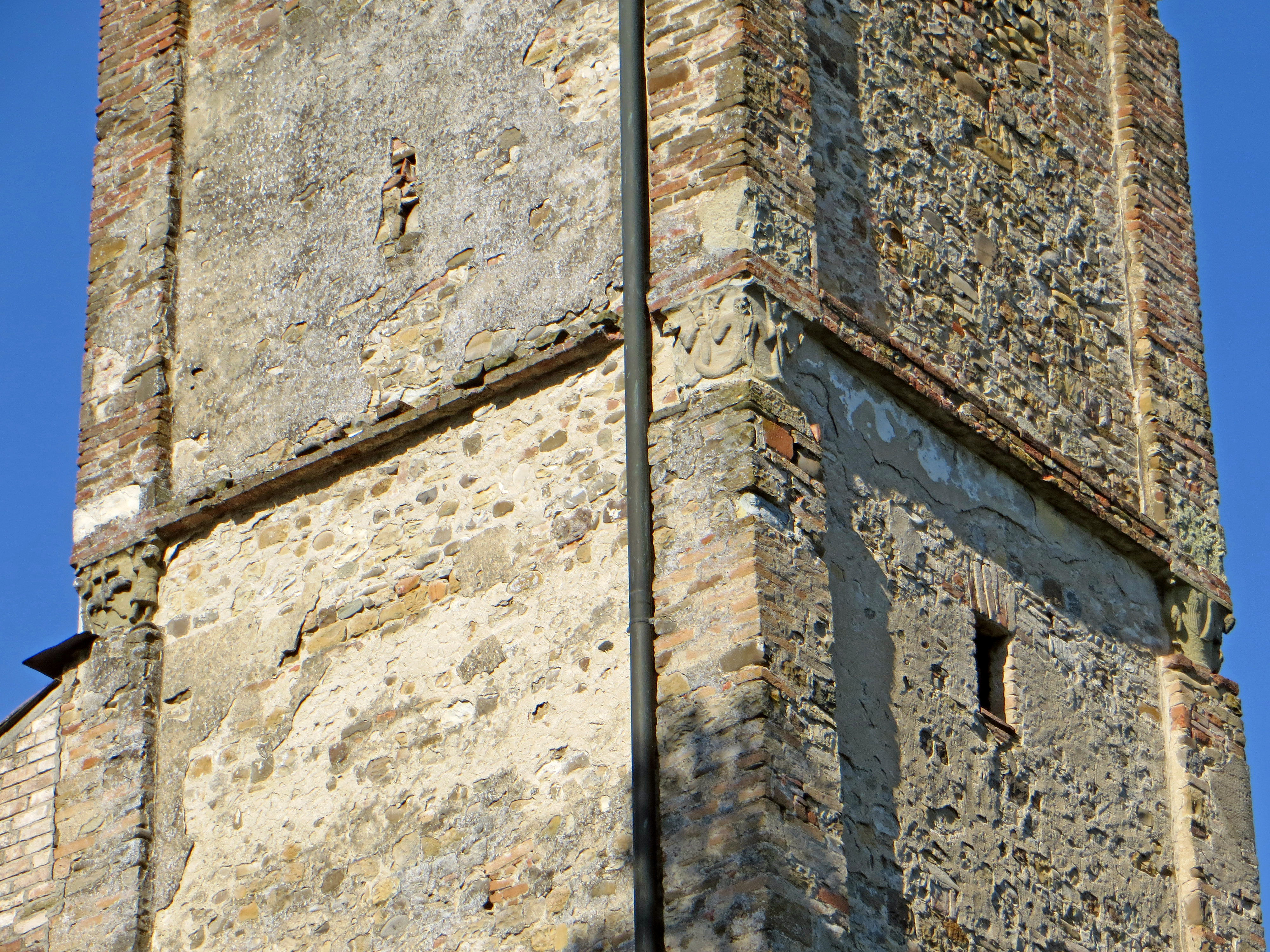
Capitelli romanici murati nel campanile

Da ciascun lato aggettano quattro cappelle a pianta semicircolare. Al termine del fianco sinistro si innalza su tre ordini il massiccio campanile in laterizio, decorato da lesene e fasce marcapiano; la cella campanaria si apre su ogni lato attraverso ampie monofore ad arco a tutto sesto; quattro capitelli romanici in pietra, ornati con le raffigurazioni degli Evangelisti, si stagliano murati negli spigoli della torre; essi costituiscono l'unico elemento decorativo proveniente dall'antica pieve medievale, di cui adornavano le colonne dell'aula.
All'interno la navata, coperta da una volta a botte lunettata decorata con affreschi, è affiancata da una serie di lesene coronate da capitelli dorici, che delimitano le ampie arcate a tutto sesto delle cappelle laterali absidate.
Sul lato destro, la prima cappella accoglie un olio raffigurante il Battesimo di Cristo, risalente ai primi anni del XVII secolo. La seconda conserva un altare ligneo intagliato all'incirca nel 1730, sormontato da un'ancona contenente la pala seicentesca ritraente la Madonna col Bambino e i santi Rocco e Giuseppe. La terza ospita una cornice settecentesca, forse realizzata da Antonio Vernieri. Infine la quarta espone un dipinto rappresentante il Miracolo di san Mauro, eseguito da Giocondo Viglioli nel 1843 su commissione della duchessa Maria Luigia.
Sul lato sinistro, la prima cappella accoglie un confessionale ligneo settecentesco. La seconda e la terza ospitano due cornici intagliate risalenti all'incirca al 1700.
Il presbiterio, lievemente sopraelevato, è preceduto dall'arco trionfale a tutto sesto; l'ambiente, chiuso superiormente da una volta a botte dipinta, ospita l'altare maggiore ligneo a mensa, aggiunto nel 2000 e, sul retro, l'antico altare maggiore ligneo, con paliotto seicentesco in cuoio ritraente San Martino; su un lato è esposto uno stendardo dipinto con la raffigurazione dell'Immacolata e i santi Martino e Antonio da Padova, risalente al XVII secolo; sul fondo, al centro dell'abside, tra due finestre laterali si staglia la pala settecentesca raffigurante San Martino e il povero, delimitata da una cornice barocca dorata, riccamente intagliata intorno al 1700.
La chiesa accoglie altre opere di pregio, tra cui una croce astile cinquecentesca in argento e una credenza tardo seicentesca.